# Teoría marxista de las clases sociales
La teoría marxista de las clases sociales afirma que la posición de un individuo dentro de una jerarquía de clases está determinada por su papel en el proceso de producción y sostiene que la conciencia política e ideológica está determinada por la posición de clase. Una clase son aquellos que comparten intereses económicos comunes, son conscientes de esos intereses y participan en acciones colectivas que promueven esos intereses. Dentro de la teoría de clases marxista, la estructura del proceso de producción forma la base de la construcción de clases.
Para Marx, una clase es un grupo con tendencias e intereses intrínsecos que difieren de los de otros grupos dentro de la sociedad, la base de un antagonismo fundamental entre tales grupos.[cita requerida] Por ejemplo, al trabajador le conviene maximizar los salarios y los beneficios y al capitalista le conviene maximizar las ganancias a expensas de los mismos, lo que lleva a una contradicción dentro del sistema capitalista, incluso si los trabajadores y los capitalistas mismos no son conscientes del choque de intereses.
La teoría de clases marxiana ha estado abierta a una variedad de posiciones alternativas, sobre todo de académicos como E. P. Thompson y Mario Tronti. Tanto Thompson como Tronti sugieren que la conciencia de clase dentro del proceso de producción precede a la formación de relaciones productivas. En este sentido, la teoría de clases marxiana a menudo se relaciona con la discusión sobre luchas de clases preexistentes.

## Orígenes de la teoría de Karl Marx
El concepto de clase social no fue inventado por Karl Marx, sino por los fundadores de la economía política (Adam Smith…), los fundadores de la tradición de la historia política francesa (Alexis de Tocqueville), y de la historia de la revolución francesa (Guizot, Mignet, Thierry). Para los teóricos ingleses, los criterios de identidad de una clase social, se encuentran en el origen de los ingresos: los tipos de ingresos, la renta de la tierra, las ganancias y los salarios. Estos tres grupos son los principales para la nación: terratenientes, trabajadores y empresarios.
Entre los pensadores franceses, el término de “clase” es un término político. Por ejemplo para autores como Tocqueville, existen diferencias entre clases cuando los diversos grupos sociales compiten por el control de la sociedad. Marx señaló su contribución a la comprensión de las clases sociales:

Ahora, para mí, que no soy yo quien merece el mérito por el descubrimiento de la existencia de las clases en la sociedad moderna, al igual que de la lucha que se dedica a ella. Los historiadores burgueses habían puesto delante de mí, el desarrollo histórico de esta lucha de clases y, algunos economistas burgueses me describieron la anatomía económica. Lo que yo aporto es: la demostración de que la existencia de las clases sociales sólo va unida a las fases históricas a través del desarrollo de la producción, que la lucha de clases conduce, necesariamente, a la dictadura del proletariado y que esta misma dictadura no representa sino una transición hacia la abolición de todas las clases y hacia una sociedad sin clases.
Carta de Marx a J. Weydemeyer. 5 de marzo de 1852.

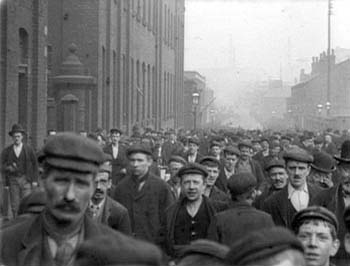
Trabajadores de una fábrica en Oldham (1900).

La teoría de clases de Karl Marx deriva de una variedad de escuelas de pensamiento filosóficas que incluyen el hegelianismo de izquierda, el empirismo escocés y la economía política anglo-francesa. La visión de clase de Marx se originó a partir de una serie de intereses personales relacionados con la alienación social y la lucha humana, por lo que la formación de la estructura de clases se relaciona con una aguda conciencia histórica. La economía política también contribuyó a las teorías de Marx, centrándose en el concepto de "origen del ingreso", donde la sociedad se divide en tres subgrupos: rentistas, capitalistas y trabajadores. Esta construcción se basa en la teoría del capitalismo de David Ricardo. Marx fortaleció esto con una discusión sobre las relaciones de clase verificables.
Marx buscó definir la clase como algo integrado en las relaciones productivas más que en el estatus social. Su pensamiento político y económico evolucionó hacia un interés por la producción en contraposición a la distribución, y esto en adelante se convirtió en un tema central en su concepto de clase.

## Estructura de las clases sociales
Marx distingue una clase de otra sobre la base de dos criterios: propiedad de los medios de producción y control de la fuerza de trabajo de otros. A partir de esto, Marx afirma que "la sociedad en su conjunto se está dividiendo cada vez más en dos grandes campos hostiles, en dos grandes clases que se enfrentan directamente":
- I. Los capitalistas, o burguesía, poseen los medios de producción y compran la fuerza de trabajo de otros.
- II. Los trabajadores, o el proletariado, no poseen ningún medio de producción ni la capacidad de comprar la fuerza de trabajo de otros. Más bien, venden su propia fuerza de trabajo.

Por tanto, la clase está determinada por las relaciones de propiedad, no por los ingresos o el estatus. Estos factores están determinados por la distribución y el consumo, que reflejan las relaciones de producción y poder de las clases.
El Manifiesto del Partido Comunista describe dos clases adicionales que “decaen y finalmente desaparecen ante la industria moderna”:
- III. Una pequeña clase media de transición conocida como pequeña burguesía posee suficientes medios de producción pero no compra fuerza de trabajo. El Manifiesto Comunista de Marx no logra definir adecuadamente a la pequeña burguesía más allá de los capitalistas más pequeños.
- IV. El “proletariado andrajoso”, o lumpenproletariado, “esa putrefacción pasiva de las capas más bajas de la vieja sociedad, se verá arrastrado en parte al movimiento por una revolución proletaria”.

Las clases medias son absorbidos por el proletariado porque "sucumben arrollados por la competencia de los capitales más fuertes" o "quedan sepultadas bajo los nuevos progresos de la producción". Con el progreso de la acumulación del capital se incrementa la oferta de trabajo más rápidamente que la demanda de obreros, lo que crea una “sobrepoblación relativa” de desempleados, necesaria para el buen funcionamiento del sistema de producción capitalista que Marx introduce bajo el concepto de «ejército industrial de reserva».
Algunos autores destacan la distinción en la obra de Marx entre clase en sí y clase para sí. La primera refiere a la existencia de una clase como tal y la segunda a los individuos que conforman dicha clase en tanto consciente de su posición y situación histórica. Analizando la situación de Gran Bretaña en los años 1840, Marx señala: 

En principio, las condiciones económicas habían transformado la masa del país en trabajadores. La dominación del capital ha creado en esta masa una situación común, intereses comunes. Así, esta masa viene a ser ya una clase frente al capital, pero todavía no para sí misma. En la lucha, de la cual hemos señalado algunas fases, esta masa se reúne, constituyéndose en clase para sí misma. Los intereses que defienden llegan a ser intereses de clase.
Marx, Karl; La miseria de la filosofía, pág. 257. Ed. Júcar.

## El conflicto como naturaleza de las relaciones de las clases sociales
"Toda la historia de la sociedad humana, hasta la actualidad, es una historia de luchas de clases. Libres y esclavos, patricios y plebeyos, barones y siervos de la gleba, maestros y oficiales; en una palabra, opresores y oprimidos, frente a frente siempre, empeñados en una lucha ininterrumpida, velada unas veces, y otras franca y abierta, en una lucha que conduce en cada etapa a la transformación revolucionaria de todo el régimen social o al exterminio de ambas clases beligerantes... La moderna sociedad burguesa que se alza sobre las ruinas de la sociedad feudal no ha abolido los antagonismos de clase. Lo que ha hecho ha sido crear nuevas clases, nuevas condiciones de opresión, nuevas modalidades de lucha, que han venido a sustituir a las antiguas. Sin embargo, nuestra época, la época de la burguesía, se caracteriza por haber simplificado estos antagonismos de clase. Hoy, toda la sociedad tiende a separarse, cada vez más abiertamente, en dos grandes campos enemigos, en dos grandes clases antagónicas: la burguesía y el proletariado". (Manifiesto Comunista, Burgueses y proletarios)
Marx estableció el conflicto como la fuerza impulsora clave de la historia y el principal determinante de las trayectorias sociales (Kingston). Sin embargo, para comprender la naturaleza del “lucha de clases”, primero debemos comprender que dicho conflicto surge de un interés de clase unificado, también conocido como conciencia de clase. Las conciencia de clase es un aspecto de la teoría marxista, que se refiere a la autoconciencia de las clases sociales, la capacidad de actuar en función de sus propios intereses racionales o medir el grado en que un individuo es consciente de las tareas históricas de su clase (o lealtad de clase). conjuntos para ellos.
Además, por definición, los intereses objetivos de las clases son fundamentalmente opuestos; en consecuencia, estos intereses y conciencias opuestos eventualmente conducen al conflicto de clases. La burguesía tiene "un mismo interés por cuanto forman una sola clase frente a otra clase", pero a su vez "tienen intereses opuestos y antagónicos por cuanto se contraponen los unos a los otros".
Marx vio por primera vez el desarrollo del conflicto de clases confinado a las fábricas individuales y a los capitalistas. Sin embargo, dada la maduración del capitalismo, las condiciones de vida de la burguesía y el proletariado comenzaron a volverse más dispares. Esta creciente polarización y homogeneización dentro de las clases fomentó un entorno propicio para que las luchas individuales se generalizaran. Cuando el creciente conflicto de clases se manifiesta a nivel social, también aumentan la conciencia de clase y los intereses comunes. En consecuencia, cuando aumenta la conciencia de clase, se organizan políticas para asegurar la duración de ese interés para la clase dominante. Aquí comienza el uso de la lucha por el poder político y las clases se convierten en fuerzas políticas.
Dado que la distribución del poder político está determinada por el poder sobre la producción o el poder sobre el capital, no sorprende que la clase burguesa utilice su riqueza para legitimar y proteger su propiedad y las consiguientes relaciones sociales. Así, la clase dominante es la que detenta el poder económico y toma las decisiones (Dahrendorf).

## Estructura de clases del capitalismo
En la teoría marxista, la etapa capitalista de producción consta de dos clases principales: la burguesía, los capitalistas que poseen los medios de producción y el proletariado (o 'clase trabajadora'), mucho más grande, que debe vender su propia fuerza de trabajo (Ver también: trabajo asalariado). Esta es la estructura económica fundamental del trabajo y la propiedad (Ver también: trabajo asalariado), un estado de desigualdad que se normaliza y reproduce a través de la ideología cultural. Así, el proletariado, en sí mismo, se ve obligado a adoptar una posición subordinada por el poder del capital, que le ha despojado de los medios de producción. A medida que el proletariado toma conciencia de su situación y poder, se organiza y emprende acciones políticas colectivas, se convierte en una clase que tiene el potencial revolucionario para convertirse en la clase dominante.
Max Weber criticó el materialismo histórico, postulando que la estratificación no se basa puramente en desigualdades económicas sino en otras diferencias de estatus y poder. La clase social que se refiere en términos generales a la riqueza material puede distinguirse de la clase de estatus basada en el honor, el prestigio, la afiliación religiosa, etc. Las condiciones del capitalismo y su sistema de clases se unieron debido a una variedad de "afinidades electivas".[cita requerida]
Los marxistas explican la historia de las sociedades "civilizadas" en términos de una guerra de clases entre quienes controlan la producción y quienes producen los bienes o servicios en la sociedad. En la visión marxista del capitalismo, se trata de un conflicto entre capitalistas (burguesía) y trabajadores asalariados (el proletariado). Para los marxistas, el antagonismo de clases tiene sus raíces en la situación de que el control sobre la producción social implica necesariamente el control sobre la clase que produce bienes; en el capitalismo esto es la explotación de los trabajadores por la burguesía.[cita requerida]
El propio Marx argumentó que el objetivo del proletariado era desplazar el sistema capitalista con el socialismo, cambiando las relaciones sociales que sustentan el sistema de clases y luego desarrollándose hacia una futura sociedad comunista en la que: "... el libre desarrollo de cada uno condicione el libre desarrollo de todos". (Manifiesto Comunista, Proletarios y comunistas) Esto marcaría el comienzo de una sociedad sin clases en la que las necesidades humanas, más que el beneficio, serían el motivo de la producción. En una sociedad con control democrático y producción para el uso, no habría clases, ni Estado ni necesidad de dinero.[cita requerida]
Para Marx, la clase tiene tres hechos principales:
Factores objetivos:
Una clase comparte una relación común con los medios de producción. Es decir, todas las personas de una clase se ganan la vida de manera común en términos de propiedad de las cosas que producen bienes sociales. Una clase puede poseer cosas, poseer tierras, poseer personas, ser poseída, no poseer nada más que su trabajo. Una clase cobrará impuestos, producirá agricultura, esclavizará y trabajará a otros, será esclavizada y trabajará, o trabajará por un salario.
 Factores subjetivos:
Los integrantes necesariamente tendrán alguna percepción de su similitud e interés común. Marx llamó a esto conciencia de clase. La conciencia de clase no es simplemente una conciencia del propio interés de clase (por ejemplo, la maximización del valor para los accionistas, o la maximización del salario con la minimización de la jornada laboral), la conciencia de clase también encarna puntos de vista profundamente compartidos sobre cómo debería ser la sociedad. organizado legal, cultural, social y políticamente.
 Reproducción de las relaciones de clase:
Clase como un conjunto de relaciones sociales que se reproduce de una generación a la siguiente.
El primer criterio divide una sociedad en propietarios y no propietarios de medios de producción. En el capitalismo, estos son capitalista (burguesía) y proletariado. Sin embargo, se pueden hacer divisiones más sutiles: el subgrupo más importante del capitalismo es la pequeña burguesía (pequeña burguesía), personas que poseen sus propios medios de producción pero los utilizan principalmente trabajando ellos mismos en ellos en lugar de contratar a otros para que trabajen en ellos. Entre ellos se incluyen artesanos autónomos, pequeños comerciantes y muchos profesionales. Jon Elster ha encontrado mención en Marx de 15 clases de varios períodos históricos.
Lenin ha definido las clases como "grandes grupos de personas que se diferencian entre sí por el lugar que ocupan en un sistema de producción social históricamente determinado, por su relación (en la mayoría de los casos fijada y formulada por ley) con los medios de producción, por sus papel en la organización social del trabajo y, en consecuencia, por las dimensiones de la proporción de la riqueza social de la que disponen y el modo de adquirirla".

## Proletarización
La transformación más importante de la sociedad para los marxistas ha sido el crecimiento masivo y rápido del proletariado durante los últimos doscientos cincuenta años. Empezando por los trabajadores agrícolas y textiles domésticos en Inglaterra y Flandes, cada vez más ocupaciones sólo permiten ganarse la vida a través de sueldos o salarios. La fabricación privada, que conduce al autoempleo, ya no es tan viable como lo era antes de la revolución industrial, porque la automatización abarató mucho la fabricación. Muchas personas que alguna vez controlaron su propio tiempo de trabajo se convirtieron en proletarios a través de la industrialización. Hoy en día, grupos que en el pasado subsistían de estipendios o riqueza privada (como médicos, académicos o abogados) ahora trabajan cada vez más como trabajadores asalariados. Los marxistas llaman a este proceso proletarización y lo señalan como el factor principal para que el proletariado sea la clase más numerosa en las sociedades actuales de los países ricos del "primer mundo".

## Predicción de la revolución socialista
Marx predice la revolución de la sociedad capitalista a una sociedad socialista debido a un eventual descontento.[cita requerida] La socialización del trabajo, en el crecimiento de la producción a gran escala, los grupos y organizaciones de interés capitalistas, así como en el enorme aumento de las dimensiones y el poder del capital financiero, proporciona la principal base material para la inevitable llegada del socialismo.. El autor físico, intelectual y moral de esta transformación es el proletariado. La lucha del proletariado contra la burguesía inevitablemente se convierte en una lucha política con el objetivo de la conquista política por parte del proletariado. Con la dominación del proletariado, la socialización de la producción no puede dejar de conducir a que los medios de producción pasen a ser propiedad de la sociedad. Las consecuencias directas de esta transformación son una caída de la productividad laboral, una jornada laboral más corta y la sustitución de la producción unificada en pequeña escala por condiciones laborales colectivas y mejoradas.[cita requerida] El capitalismo rompe para siempre los lazos entre productor y propietario, que alguna vez estuvieron unidos por el vínculo del conflicto de clases. Ahora se formará un nuevo sindicato basado en la aplicación consciente de la ciencia y la concentración del trabajo colectivo.
También amplió esta redistribución a la estructura del poder en las familias. Marx imaginó que con el socialismo el estatus de la mujer aumentaría, lo que llevaría a la ruptura de la familia patriarcal.
"[L]a gran industria, al asignar a las mujeres, los adolescentes y los niños de uno u otro sexo, fuera de la esfera doméstica, un papel decisivo en los procesos socialmente organizados de la producción, crea el nuevo fundamento económico en que descansará una forma superior de la familia y de la relación entre ambos sexos... Es evidente, asimismo, que la composición del personal obrero, la combinación de individuos de uno u otro sexo y de las más diferentes edades, aunque en su forma espontáneamente brutal, capitalista en la que el obrero existe para el proceso de producción, y no el proceso de producción para el obrero constituye una fuente pestífera de descomposición y esclavitud, bajo las condiciones adecuadas ha de trastrocarse, a la inversa, en fuente de desarrollo humano". (El capital, tomo I, Capítulo 13).

## Factores objetivos y subjetivos en clase en el marxismo
El marxismo tiene una dialéctica bastante definida entre factores objetivos (es decir, las condiciones materiales, la estructura social) y factores subjetivos (es decir, la organización consciente de los miembros de la clase). Si bien la mayoría de las formas de análisis del marxismo ven la clase de las personas basada en factores objetivos (estructura de clases), las principales tendencias marxistas han hecho un mayor uso de factores subjetivos para comprender la historia de la clase trabajadora. The Making of the English Working Class, de E. P. Thompson, es un ejemplo definitivo de esta tendencia marxista "subjetiva". Thompson analiza a la clase trabajadora inglesa como un grupo de personas con condiciones materiales compartidas que llegan a una conciencia positiva de su posición social. Esta característica de la clase social se denomina comúnmente conciencia de clase en el marxismo, un concepto que se hizo famoso con Historia y conciencia de clase de Georg Lukács (1923). Se ve como el proceso de una "clase en sí misma" que avanza hacia una "clase para sí misma", un agente colectivo que cambia la historia en lugar de ser simplemente una víctima del proceso histórico. En palabras de Lukács, el proletariado era el "sujeto – objeto de la historia", y la primera clase que podía separar la falsa conciencia (inherente a la conciencia burguesa ), que cosificaba las leyes económicas como universales (mientras que son sólo una consecuencia de capitalismo histórico).

## Clase capitalista transnacional
Los teóricos de la globalización, como William I. Robinson, Leslie Sklair, Kees Van Der Pijl y Jerry Harris, sostienen que hoy ha surgido una clase capitalista transnacional.